# Deh Mansur
Deh Mansur – wieś w Iranie, w ostanie Azerbejdżan Zachodni, w szahrestanie Mijandoab. W 2006 roku liczyła 430 mieszkańców.